# Koppchen

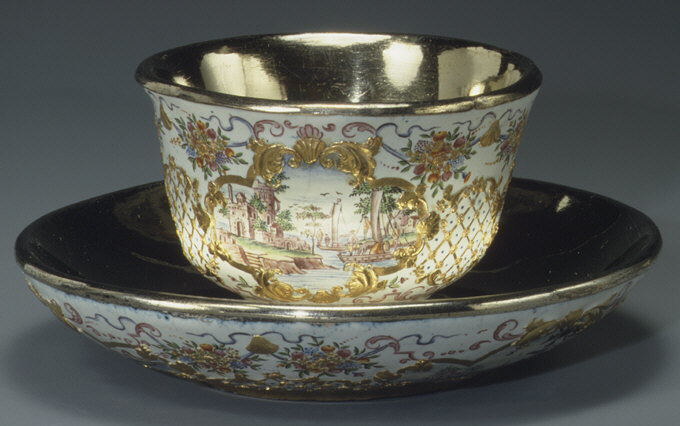
Koppchen mit Unterschale, Meißen (1730–1740)

Ein Koppchen ist eine aus Asien stammende kleine henkellose Trinkschale aus Keramik, Glas oder Metall für Tee oder Kaffee, die um 1700 an die europäischen Höfe gelangte.

## Geschichte
Im Jahr 1672 brachten Handelsreisende erste Kaffeebohnen an den Dresdner Hof mit. Kaffee wurde damals im Osmanischen Reich aus kleinen Schüsseln getrunken. Die Einführung des Kaffees nach Europa ging einher mit den verstärkten Bestrebungen, weißes Porzellan nach chinesischem Vorbild herzustellen. Bis zur Entwicklung des europäischen Hartporzellans durch Johann Friedrich Böttger im Jahr 1708 bezogen europäische Herrscherhöfe chinesisches Porzellan, bevorzugt aus Jingdezhen.

Meißner Koppchen mit einem Hausmaler-Dekor, 1750

Mit den Kaffee- und Teeservices nach ostasiatischem Vorbild kamen auch die kleinen Trinkschalen mit den zugehörigen Unterschalen in Europa in Mode. Ergänzt wurden die Services häufig mit einer größeren Schale, der sogenannten Kumme, in der die Teeschalen ausgespült wurden.

„Thée-Schälgen oder Näpflein, Seynd dünne und klare von Porcellain verfertigte runde, und unten zugespitzte kleine Näpfflein, mit ihren darzu gehörigen Schälgen, woraus das Frauenzimmer den Thee zu trinken pfleget.“

Chinesisches Teeservice mit Koppchen, 1722–1735

Die erste dokumentierte Lieferung von Tee-Koppchen und dazugehörigen Spülgefäßen aus der Meißner Porzellanmanufaktur an den sächsischen Hof ist im Jahr 1713 dokumentiert. In der Folgezeit wurden häufig die Koppchen für Tee als flache Schale, die für Kaffee als glockenförmiger Becher ausgeführt. Der hohe Standring erleichterte dabei die Handhabung des heißen Gefäßes.

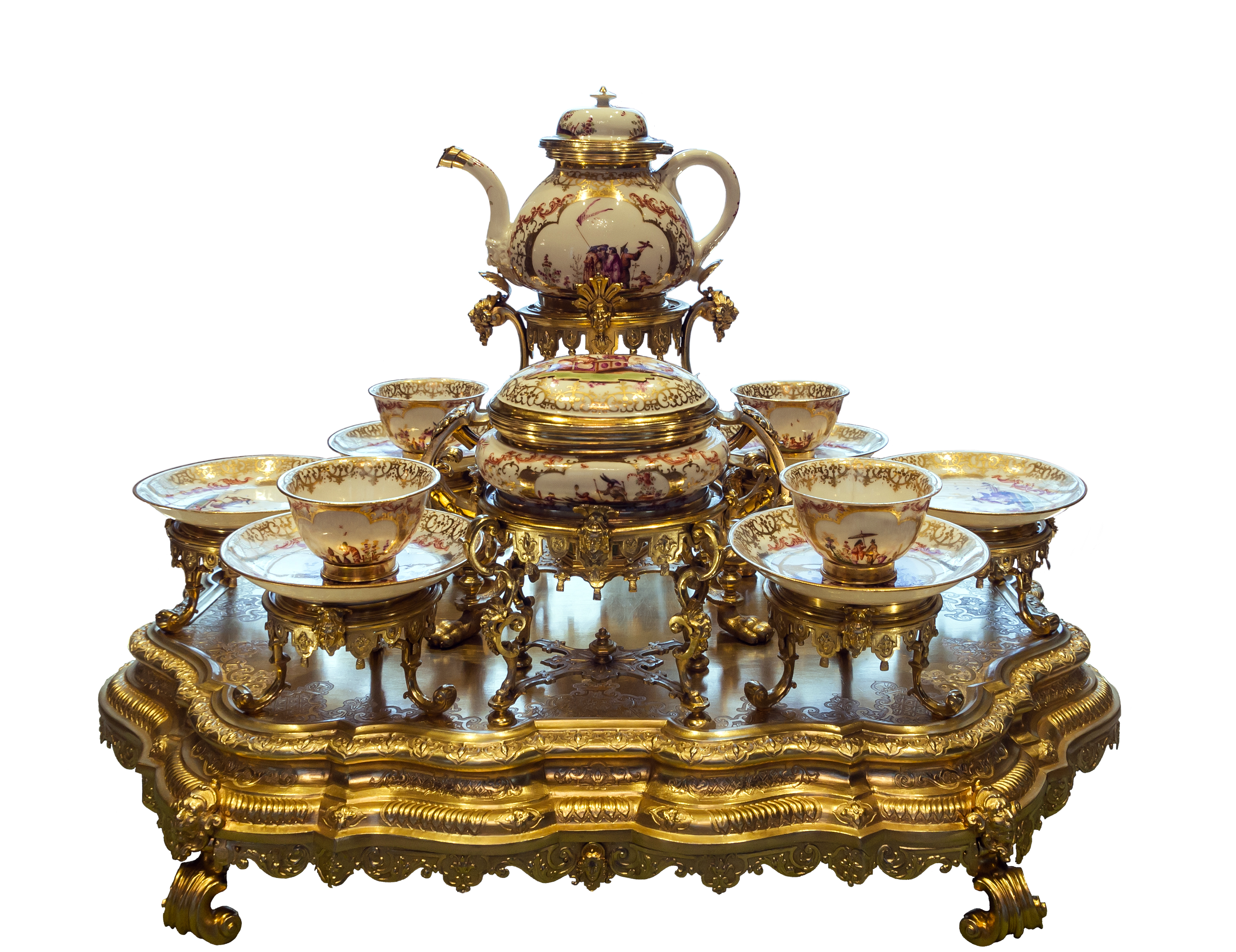
Teeservice mit Koppchen aus Meißener Porzellan auf einem Surtout aus vergoldetem Silber (Werkstatt Johann Engelbrecht, Augsburg, um 1729/33)

Bereits 1732 wurden in Meißen 24.000 Koppchen für den Export in das Osmanische Reich hergestellt. Die sogenannten Türkenkoppchen mit einem speziellen pseudochinesischen Manufakturzeichen wurden von Meißen hauptsächlich über Wien auf den orientalischen Markt  gebracht.
Koppchen wurden nicht nur in Meißen, sondern in den nächsten Jahrzehnten in den meisten europäischen Porzellanmanufakturen, wie unter anderem in der Wiener Porzellanmanufaktur,  Fürstenberg (seit 1755), Nymphenburg (spätestens seit 1764) und Frankenthal hergestellt. 
Die Koppchen wurden bevorzugt mit Goldrankenkartuschen, Chinoserien und floralen Elementen dekoriert. Beliebt waren auch Landschaftsdarstellungen, gemalt in passigen Reserven und umrahmt von einem purpurfarbenen, türkis- oder mintfarbigem Fond. Die Landschaften wurden unter anderem als Schwarzlot- oder Eisenrotmalerei, in Purpur oder Grisaille ausgeführt.  
Neben den in den Manufakturen tätigen Porzellanmalern dekorierten auch auswärtige Hausmaler weiße Porzellankoppchen, die sie von den Manufakturen bezogen. Zu den bekanntesten Hausmalern zählten Ignaz Preissler in Breslau sowie Johann und Franz Matthias Willandt in Regensburg, die über 300 Porzellanmaler beschäftigten. Der sächsische Hof ließ in Augsburg die Porzellankoppchen emailieren oder mit Gold- und Silbermontierungen veredeln. Besonders die Arbeiten aus der Augsburger Werkstätte Johann Aufenwerth sowie Abraham und Bartholomäus Seuter wurden an den europäischen Höfen geschätzt. 
Infolge der napoleonischen Kriege und des Machtverlustes des Osmanischen Reiches brach der Absatz der Koppchen in den Orient Anfang des 19. Jahrhunderts ein. Die Koppchen wurden seit Mitte des 18. Jahrhunderts zunehmend durch Kaffee- und Teetassen mit einem Henkel ersetzt, die Johann Joachim Kaendler 1735 erstmals in Meißen entworfen hatte.

## Koppchen im 21. Jahrhundert
Die frühen Koppchen aus Europa sind heute im Kunsthandel sehr gesucht und werden mit mehreren tausend Euro gehandelt. Besondere Raritäten stellen nicht gemarkte, von Hausmalern dekorierte Gefäße dar.